# Звекет срца
Звекет срца је шести студијски албум српског поп певача Жељка Самарџића, издат 1997. године за Лаки саунд. Албум је снимљен у сарадњи са Фута бендом. Пратеће вокале на албуму певала је Цеца Славковић. Песма Ловац на потезу је обрада песме Рикија Мартина.

## Списак песама
Аутор(и) свих текстова: Марина Туцаковић осим 4 и 5 Љиљана Јорговановић, аутор(и) свих песама: Александар Фута Радуловић осим 4 Рики Мартин.
| №   | Назив             | Трајање |  |
| 1.  | Ја вас волим обе  | 3:05    |  |
| 2.  | Имаш ме у шаци    | 4:03    |  |
| 3.  | Милион хризантема | 3:30    |  |
| 4.  | Ловац на потезу   | 4:02    |  |
| 5.  | Даме бирају       | 2:59    |  |
| 6.  | Граде             | 3:17    |  |
| 7.  | Звекет срца       | 3:36    |  |
| 8.  | Зора као Зорана   | 3:48    |  |
| 9.  | То твоје годиште  | 4:00    |  |
| 10. | Кафанска певачица | 2:58    |  |